# Tuban (huyện)
Huyện Tuban là một huyện thuộc tỉnh Lahij, Yemen. Đến thời điểm năm 2003, huyện này có dân số 83444 người